# Joaquim Cruz
Joaquim Carvalho Cruz (* 12. března 1963, Taguatinga) je bývalý brazilský atlet, olympijský vítěz a stříbrný olympijský medailista v běhu na 800 metrů.
Do světové běžecké špičky se dostal v roce 1981, kdy vytvořil světový juniorský rekord v běhu na 800 metrů časem 1:44,3. Při premiéře mistrovství světa v roce 1983 v Helsinkách získal na této trati bronzovou medaili. Svého životního úspěchu dosáhl o rok později na olympiádě v Los Angeles, kde se stal vítězem běhu na 800 metrů.

## Osobní rekord
Jeho osobní rekord ho řadí na páté místo v historických tabulkách. Rychleji zaběhli půlku pod širým nebem jen Brit Sebastian Coe, juniorský světový rekordman Nigel Amos z Botswany, Dán s keňskými kořeny Wilson Kipketer a světový rekord drží od roku 2010 časem 1:41,01 David Lekuta Rudisha z Keni.
800 m (dráha) - (1:41,77  - 26. srpna 1984, Kolín nad Rýnem)